# Jeremy Peralta
Jeremy Renzo Peralta González (ur. 27 marca 2003) – ekwadorski zapaśnik walczący w stylu klasycznym. Zajął 34. miejsce na mistrzostwach świata w 2023 roku.
Brązowy medalista igrzysk panamerykańskich w 2023. Srebrny medalista igrzysk Ameryki Południowej w 2022. Mistrz panamerykański w 2025 i drugi w 2023. Czwarty na igrzyskach boliwaryjskich w 2022. 
Wicemistrz igrzysk olimpijskich młodzieży w 2018. Mistrz panamerykański juniorów w 2023; drugi w 2021 i 2022. Trzeci na igrzyskach panamerykańskich młodzieży w 2021. Wicemistrz panamerykański U-23 w 2024 roku.